# Staro Selo (miasto Jagodina)
Staro Selo (cyr. Старо Село) – wieś w Serbii, w okręgu pomorawskim, w mieście Jagodina. W 2011 roku liczyła 52 mieszkańców.